# Синьків (Шептицький район)
Синьків — село в Україні, в Шептицькому районі Львівської області. Населення становить 490 осіб.

## Історія
До 1989 року мало назву Сеньків. На деяких картографічних ресурсах, зокрема, у картці постанови про перейменування, помилково позначене як Синків.

## Населення

### Мова
Розподіл населення за рідною мовою за даними перепису 2001 року:
| Мова            | Кількість | Відсоток |
| --------------- | --------- | -------- |
| українська      | 581       | 99.66%   |
| інші/не вказали | 2         | 0.34%    |
| Усього          | 583       | 100%     |

## Відомі особистості
В поселенні народилась:
- Бень Галина Любомирівна (1965) — українська співачка.
- Гілевич Ігор Ярославович (1986) — етнолог, історик, краєзнавець.
- Миколаєвич Яків (1865—1931) — галицький педагог, краєзнавець, географ, автор першого в Україні історико-краєзнавчого нарису українською мовою — монографії «Опис географічно-статистичний повіту Камянецкого» (1894).
- Павликовський Юліан (1888—1949) — провідний галицький кооператор і агроном, громадсько-політичний діяч, економіст і публіцист.